# Liste der Kulturdenkmale in Lexgaard
In der Liste der Kulturdenkmale in Lexgaard sind alle Kulturdenkmale der schleswig-holsteinischen Gemeinde Lexgaard (Kreis Nordfriesland) aufgelistet (Stand: 10. März 2025).

## Legende
In den Spalten befinden sich folgende Informationen:
- Objekt-ID: die Nummer des Kulturdenkmales
- Lage: die Adresse des Kulturdenkmales und die geographischen Koordinaten. Kartenansicht, um Koordinaten zu setzen. In der Kartenansicht sind Kulturdenkmale ohne Koordinaten mit einem roten Marker dargestellt und können in der Karte gesetzt werden. Kulturdenkmale ohne Bild sind mit einem blauen Marker gekennzeichnet, Kulturdenkmale mit Bild mit einem grünen Marker.
- Offizielle Bezeichnung: Bezeichnung des Kulturdenkmales
- Beschreibung: die Beschreibung des Kulturdenkmales
- Bild: ein Bild des Kulturdenkmales

## Sachgesamtheiten
| Objekt-ID | Lage                                      | Offizielle Bezeichnung | Beschreibung | Bild |
| --------- | ----------------------------------------- | ---------------------- | --- | ---- |
| 5849      | Dorfstraße 2 (54° 49′ 53″ N, 8° 56′ 7″ O) | Hofanlage Dorfstraße 2 | Hofanlage Dorfstraße 2; 1840/1858; Vierseithof aus eingeschossigen Backsteinbauten unter Walmdächern, langgestrecktes Wohnhaus mit Zwerchhäusern und u-förmiges Stallgebäude um eine gepflasterte Hoffläche - Begründung: geschichtlich, Kulturlandschaft prägend - Schutzumfang: Wohnhaus, Stallgebäude, Hofpflasterung | BW   |

## Bauliche Anlagen
| Objekt-ID | Lage                                      | Offizielle Bezeichnung | Beschreibung | Bild |
| --------- | ----------------------------------------- | ---------------------- | --- | ---- |
| 51165     | Dorfstraße 2 (54° 49′ 52″ N, 8° 56′ 7″ O) | Wohnhaus               | Wohnhaus; 1840; Wohnhaus einer Hofanlage, langgestreckter, eingeschossiger Backsteinbau unter Walmdach mit mittigen Zwerchhäusern mit Flaschenzug, segmentbogenförmiger Hauseingang und scheitrechte, bauzeitliche Fenster - Begründung: geschichtlich, Kulturlandschaft prägend - Schutzumfang: gesamtes Objekt - Denkmaltyp: Bauliche Anlage, Sachgesamtheit: Hofanlage Dorfstraße 2 | BW   |

## Quelle
- Liste der Kulturdenkmale in Schleswig-Holstein – Kreis Nordfriesland (PDF)

- Karte mit allen Koordinaten:
- OSM |
- WikiMap